# Öt tibeti
Az Öt Tibeti vagy Öt Rítus egy tornagyakorlat, amit Peter Kelder tett közzé 1939-es The Eye of Revelation (A kinyilatkoztatás szeme) című művében. 
Kelder (akinek életéről kevés biztosat lehet tudni) állítása szerint az 1930-as években találkozott Amerikában egy nyugalmazott brit ezredessel, aki Tibetben eljutott egy titokzatos kolostorba, amiből az öreg emberek megfiatalodva tértek vissza. Az ezredes a kolostor lámáitól öt torna- és egy légzésgyakorlatot tanult, amelyek hatására maga is megfiatalodott és visszanőtt a haja. A könyv szerint a lámák úgy tartják, hogy a testünkben „szellemi örvények” vannak, amelyek az öregedés során lelassulnak, különféle egészségi problémákat okozva, a gyakorlatok pedig segítenek ezeknek az örvényeknek a sebességét helyreállítani.
Mivel az egész történet csak Kelder elmondásában ismert, s a gyakorlatok a hatha jóga alapgyakorlatából és a dervisek forgásából erednek, bizonytalan, hogy mennyi köze van a gyakorlatoknak a tibeti jógához.